# Motorway M1 (Inghilterra)
La M1 (o Motorway 1) è un'autostrada in Inghilterra. È una delle principali in direzione nord-sud e collega Londra a Leeds. La M1 è considerata la prima autostrada interurbana inglese. L'autostrada è lunga 311 chilometri (193 mi). Essa fa parte della strada europea E13.

## Storia
L'autostrada è stata costruita in quattro fasi: la maggior parte dell'autostrada è stata aperta nel 1959. Le due estremità della strada sono state estese in seguito: l'estremità meridionale nel 1977 e l'estremità settentrionale nel 1999.